# Forma de onda de Maass
En matemáticas, las formas de Maass o las formas de onda de Maass se estudian en la teoría de formas automorfas. Las formas de Maass son funciones suaves de valores complejos del semiplano superior, que se transforman de manera similar bajo la operación de un subgrupo discreto {\displaystyle \Gamma } de {\displaystyle \mathrm {SL} _{2}(\mathbb {R} )} como formas modulares. Son formas propias del operador hiperbólico de Laplace {\displaystyle \Delta } definido en {\displaystyle \mathbb {H} } y satisfacen ciertas condiciones de crecimiento en las cúspides de un dominio fundamental de {\displaystyle \Gamma }. En contraste con las formas modulares, las formas de Maass no necesitan ser holomórficas. El primero en estudiarlas (a partir de 1949) fue el matemático alemán Hans Maass. 

## Observaciones generales
El grupo 
{\displaystyle G:=\mathrm {SL} _{2}(\mathbb {R} )=\left\{{\begin{pmatrix}a&b\\c&d\\\end{pmatrix}}\in M_{2}(\mathbb {R} ):ad-bc=1\right\}}
opera en el semiplano superior 
{\displaystyle \mathbb {H} =\{z\in \mathbb {C} :\operatorname {Im} (z)>0\}}
por transformaciones lineales fraccionarias: 
{\displaystyle {\begin{pmatrix}a&b\\c&d\\\end{pmatrix}}\cdot z:={\frac {az+b}{cz+d}}.}
Se puede extender a una operación en {\displaystyle \mathbb {H} \cup \{\infty \}\cup \mathbb {\mathbb {R} } } definiendo: 
{\displaystyle {\begin{pmatrix}a&b\\c&d\\\end{pmatrix}}\cdot z:={\begin{cases}{\frac {az+b}{cz+d}}&{\text{si }}cz+d\neq 0,\\\infty &{\text{si }}cz+d=0,\end{cases}}}
{\displaystyle {\begin{pmatrix}a&b\\c&d\\\end{pmatrix}}\cdot \infty :=\lim _{\operatorname {Im} (z)\to \infty }{\begin{pmatrix}a&b\\c&d\\\end{pmatrix}}\cdot z={\begin{cases}{\frac {a}{c}}&{\text{si }}c\neq 0\\\infty &{\text{si }}c=0\end{cases}}}
La medida de Radon 
{\displaystyle d\mu (z):={\frac {dxdy}{y^{2}}}}
definida en {\displaystyle \mathbb {H} } es invariante bajo la operación de {\displaystyle \mathrm {SL} _{2}(\mathbb {R} )}. 
Sea {\displaystyle \Gamma } un subgrupo discreto de {\displaystyle G} . Un dominio fundamental para {\displaystyle \Gamma } es un conjunto abierto {\displaystyle F\subset \mathbb {H} }, para que exista un sistema de representantes {\displaystyle R} de {\displaystyle \Gamma \backslash \mathbb {H} } con 
{\displaystyle F\subset R\subset {\overline {F}}{\text{ y }}\mu ({\overline {F}}\setminus F)=0.}
Un dominio fundamental para el grupo modular {\displaystyle \Gamma (1):=\mathrm {SL} _{2}(\mathbb {Z} )} viene dado por 
{\displaystyle F:=\left\{z\in \mathbb {H} \mid \left|\operatorname {Re} (z)\right|<{\frac {1}{2}},|z|<1\right\}}
(véase forma modular ). 
Una función {\displaystyle f:\mathbb {H} \to \mathbb {C} } se llama {\displaystyle \Gamma }-invariante, si {\displaystyle f(\gamma z)=f(z)} vale para todo {\displaystyle \gamma \in \Gamma } y todo {\displaystyle z\in \mathbb {H} }. 
Por cada medible, la función {\displaystyle \Gamma }-invariante {\displaystyle f:\mathbb {H} \to \mathbb {C} } cumple la ecuación 
{\displaystyle \int _{F}f(z)d\mu (z)=\int _{\Gamma \backslash \mathbb {H} }f(z)d\mu (z),}
Aquí la medida {\displaystyle d\mu } en el lado derecho de la ecuación es la medida inducida en el cociente {\displaystyle \Gamma \backslash \mathbb {H} .}

## Formas clásicas de Maass

### Definición del operador hiperbólico de Laplace
El operador hiperbólico de Laplace en {\displaystyle \mathbb {H} } se define como 
{\displaystyle \Delta :C^{\infty }(\mathbb {H} )\to C^{\infty }(\mathbb {H} ),}
{\displaystyle \Delta =-y^{2}\left({\frac {\partial ^{2}}{\partial x^{2}}}+{\frac {\partial ^{2}}{\partial y^{2}}}\right)}

### Definición de una forma de Maass
Una fórmula de Maass para el grupo {\displaystyle \Gamma (1):=\mathrm {SL} _{2}(\mathbb {Z} )} es una función suave de valor complejo {\displaystyle f} en {\displaystyle \mathbb {H} } satisfaciendo 
{\displaystyle 1)\quad f(\gamma z)=f(z){\text{ para todo }}\gamma \in \Gamma (1),\qquad z\in \mathbb {H} }
{\displaystyle 2)\quad {\text{donde existe }}\lambda \in \mathbb {C} {\text{ con }}\Delta (f)=\lambda f}
{\displaystyle 3)\quad {\text{donde existe }}N\in \mathbb {N} {\text{ con }}f(x+iy)={\mathcal {O}}(y^{N}){\text{ para }}y\geq 1}
Es fácil demostrar que {\displaystyle f} es la forma de cúspide de Maass si y solo si {\displaystyle a_{0}(y)=0\forall y>0} . 
{\displaystyle \int _{0}^{1}f(z+t)dt=0{\text{ para todo }}z\in \mathbb {H} }
llamando a {\displaystyle f} forma de cúspide de Maass. 

### Relación entre formas de Maass y series de Dirichlet
Sea {\displaystyle f} una forma Maass. Entonces, si 
{\displaystyle \gamma :={\begin{pmatrix}1&1\\0&1\\\end{pmatrix}}\in \Gamma (1)}
se tiene que: 
{\displaystyle \forall z\in \mathbb {H} :\qquad f(z)=f(\gamma z)=f(z+1).}
Por lo tanto {\displaystyle f} tiene una expansión de Fourier de la forma 
{\displaystyle f(x+iy)=\sum _{n=-\infty }^{\infty }a_{n}(y)e^{2\pi inx},}
con funciones coeficiente {\displaystyle a_{n},n\in \mathbb {N} .}
Formas pares e impares de Maass: sea {\displaystyle i(z):=-{\overline {z}}} . Entonces i opera en todas las funciones {\displaystyle f:\mathbb {H} \to \mathbb {C} } por {\displaystyle i(f):=f(i(z))} y conmuta con el laplaciano hiperbólico. Una forma de Maass {\displaystyle f} se llama par, si {\displaystyle i(f)=f} e impar si {\displaystyle i(f)=-f} . Si f es una forma de Maass, entonces {\displaystyle {\tfrac {1}{2}}(f+i(f))} es una forma uniforme de Maass y {\displaystyle {\tfrac {1}{2}}(f-i(f))} una forma de Maass impar y cumple que {\displaystyle f={\tfrac {1}{2}}(f+i(f))+{\tfrac {1}{2}}(f-i(f))} . 
Se pueden calcular las funciones coeficiente de manera precisa mediante la función de Bessel {\displaystyle K_{v}}. 
Definición: la función de Bessel {\displaystyle K_{v}} se define como 
{\displaystyle K_{s}(y):={\frac {1}{2}}\int _{0}^{\infty }e^{-{\frac {y(t+t^{-1})}{2}}}t^{s}{\frac {dt}{t}},\qquad s\in \mathbb {C} ,y>0.}
La integral converge localmente uniformemente absolutamente para {\displaystyle y>0} en {\displaystyle s\in \mathbb {C} } y la desigualdad 
{\displaystyle K_{s}(y)\leq e^{-{\frac {y}{2}}}K_{\operatorname {Re} (s)}(2)}
se cumple para todo {\displaystyle y>4} . 
Por lo tanto, {\displaystyle |K_{s}|} disminuye exponencialmente para {\displaystyle y\to \infty } . Además, se tiene que {\displaystyle K_{-s}(y)=K_{s}(y)} para todo {\displaystyle s\in \mathbb {C} ,y>0} . 
Teorema (coeficientes de Fourier de las formas de Maass): sea {\displaystyle \lambda \in \mathbb {C} } el valor propio de la forma de Maass {\displaystyle f} correspondiente a {\displaystyle \Delta .} Allí existe {\displaystyle \nu \in \mathbb {C} ,} único excepto por el signo, de modo que {\displaystyle \lambda ={\tfrac {1}{4}}-\nu ^{2}.} Entonces los coeficientes de Fourier de {\displaystyle f} son
{\displaystyle {\begin{aligned}a_{n}(y)&=c_{n}{\sqrt {y}}K_{\nu }(2\pi |n|y)\quad c_{n}\in \mathbb {C} &&n\neq 0\\a_{0}(y)&=c_{0}y^{{\frac {1}{2}}-\nu }+d_{0}y^{{\frac {1}{2}}+\nu }\quad c_{0},d_{0}\in \mathbb {C} &&n=0\end{aligned}}}
Prueba: se tiene que 
{\displaystyle \Delta (f)=\left({\frac {1}{4}}-\nu ^{2}\right)f.}
Por la definición de los coeficientes de Fourier, se obtiene 
{\displaystyle a_{n}=\int _{0}^{1}f(x+iy)e^{-2\pi inx}dx}
para {\displaystyle n\in \mathbb {Z} .}
Considerando ambas ecuaciones, se deduce que 
{\displaystyle {\begin{aligned}\left({\frac {1}{4}}-\nu ^{2}\right)a_{n}&=\int _{0}^{1}\left({\frac {1}{4}}-\nu ^{2}\right)f(x+iy)e^{-2\pi inx}dx\\[4pt]&=\int _{0}^{1}(\Delta f)(x+iy)e^{-2\pi inx}dx\\[4pt]&=-y^{2}\left(\int _{0}^{1}{\frac {\partial ^{2}f}{\partial x^{2}}}(x+iy)e^{-2\pi inx}dx+\int _{0}^{1}{\frac {\partial ^{2}f}{\partial y^{2}}}(x+iy)e^{-2\pi inx}dx\right)\\[4pt]&{\overset {(1)}{=}}-y^{2}(2\pi in)^{2}a_{n}(y)-y^{2}{\frac {\partial ^{2}}{\partial y^{2}}}\int _{0}^{1}f(x+iy)e^{-2\pi inx}dx\\[4pt]&=-y^{2}(2\pi in)^{2}a_{n}(y)-y^{2}{\frac {\partial ^{2}}{\partial y^{2}}}a_{n}(y)\\[4pt]&=4\pi ^{2}n^{2}y^{2}a_{n}(y)-y^{2}{\frac {\partial ^{2}}{\partial y^{2}}}a_{n}(y)\end{aligned}}}
para {\displaystyle n\in \mathbb {Z} .}
En (1) se utilizó que el n-ésimo coeficiente de Fourier de {\displaystyle {\frac {\partial ^{2}f}{\partial x^{2}}}} es {\displaystyle (2\pi in)^{2}a_{n}(y)} para el primer término sumatorio. En el segundo término se cambió el orden de integración y diferenciación, lo que está permitido ya que f es suave en y. Se obtiene una ecuación diferencial lineal de segundo grado: 
{\displaystyle y^{2}{\frac {\partial ^{2}}{\partial y^{2}}}a_{n}(y)+\left({\frac {1}{4}}-\nu ^{2}-4\pi n^{2}y^{2}\right)a_{n}(y)=0}
por {\displaystyle n=0} se puede demostrar que para cada solución {\displaystyle f} existen coeficientes únicos {\displaystyle c_{0},d_{0}\in \mathbb {C} } con la propiedad {\displaystyle a_{0}(y)=c_{0}y^{{\frac {1}{2}}-\nu }+d_{0}y^{{\frac {1}{2}}+\nu }.}
Para {\displaystyle n\neq 0} cada solución {\displaystyle f} es de la forma 
{\displaystyle f(y)=c_{n}{\sqrt {y}}K_{v}(2\pi |n|y)+d_{n}{\sqrt {y}}I_{v}(2\pi |n|y)}
para un único {\displaystyle c_{n},d_{n}\in \mathbb {C} } . Aquí {\displaystyle K_{v}(s)} y {\displaystyle I_{v}(s)} son funciones de Bessel. 
Las funciones de Bessel {\displaystyle I_{v}} crecen exponencialmente, mientras que las funciones de Bessel {\displaystyle K_{v}} decrecen exponencialmente. Junto con la condición 3) de crecimiento polinomial, se obtiene {\displaystyle f:a_{n}(y)=c_{n}{\sqrt {y}}K_{v}(2\pi |n|y)} (además {\displaystyle d_{n}=0} ) para un único {\displaystyle c_{n}\in \mathbb {C} .\square }
Sea 

#### Teorema: la función L de una forma de Maass
Primero se muestra la {\displaystyle \mathrm {SL} _{2}(\mathbb {Z} )}-invarianza. Sea 
{\displaystyle f(x+iy)=\sum _{n\neq 0}c_{n}{\sqrt {y}}K_{\nu }(2\pi |n|y)e^{2\pi inx}}
una forma de cúspide de Maass. Se define la función L de {\displaystyle f} como 
{\displaystyle L(s,f)=\sum _{n=1}^{\infty }c_{n}n^{-s}.}
Entonces la serie {\displaystyle L(s,f)} converge para {\displaystyle Re(s)>{\tfrac {3}{2}}} y se puede continuar con una función completa en {\displaystyle \mathbb {C} }. 
Si {\displaystyle f} es par o impar, se obtiene 
{\displaystyle \Lambda (s,f):=\pi ^{-s}\Gamma \left({\frac {s+\varepsilon +\nu }{2}}\right)\Gamma \left({\frac {s+\varepsilon -\nu }{2}}\right)L(s,f).}
aquí {\displaystyle \varepsilon =0} si {\displaystyle f} es par, y {\displaystyle \varepsilon =-1} si {\displaystyle f} es impar. Entonces {\displaystyle \Lambda } satisface la ecuación funcional 
{\displaystyle \Lambda (s,f)=(-1)^{\varepsilon }\Lambda (1-s,f).}

## Ejemplo: la serie E de Eisenstein no holomórfica
La serie de Eisenstein no holomórfica se define para {\displaystyle z\in \mathbb {H} } y {\displaystyle s\in \mathbb {C} } como 
{\displaystyle E(z,s):=\pi ^{-s}\Gamma (s){\frac {1}{2}}\sum _{(m,n)\neq (0,0)}{\frac {y^{s}}{|mz+n|^{2s}}}}
donde {\displaystyle \Gamma (s)} es la función Gamma. 
La serie converge absolutamente en {\displaystyle z\in \mathbb {H} } para {\displaystyle Re(s)>1} y localmente uniformemente en {\displaystyle \mathbb {H} \times \{Re(s)>1\}}, como se puede demostrar, que la serie 
{\displaystyle S(z,s):=\sum _{(m,n)\neq (0,0)}{\frac {1}{|mz+n|^{s}}}}
converge absolutamente en {\displaystyle z\in \mathbb {H} ,} Si {\displaystyle Re(s)>2.} Más precisamente, converge uniformemente en cada conjunto {\displaystyle K\times \{Re(s)\geq \alpha \},} para cada conjunto compacto {\displaystyle K\subset \mathbb {H} } y cada {\displaystyle \alpha >2.}

### Ees una forma de Maass
Solo se muestra {\displaystyle \mathrm {SL} _{2}(\mathbb {Z} )}-invarianza y la ecuación diferencial. Una prueba de la suavidad se puede encontrar en Deitmar o Bump. La condición de crecimiento se deriva de la expansión de Fourier de la serie de Eisenstein. 
Prueba: el grupo {\displaystyle \mathrm {SL} _{2}(\mathbb {R} )} es generado por los elementos de la forma 
{\displaystyle \Gamma _{\infty }:=\pm {\begin{pmatrix}1&\mathbb {Z} \\0&1\\\end{pmatrix}}}
el grupo estabilizador {\displaystyle \infty } correspondiente a la operación de {\displaystyle \mathrm {SL} _{2}(\mathbb {Z} )} en {\displaystyle \mathbb {H} \cup \{\infty \}}. 
Proposición. E es {\displaystyle \Gamma (1)}-invariante.
Prueba. Definir: 
{\displaystyle {\tilde {E}}(z,s):=\sum _{\gamma \in \Gamma _{\infty }\backslash \Gamma }Im(\gamma z)^{s}.}
(a) {\displaystyle {\tilde {E}}} converge absolutamente en {\displaystyle z\in \mathbb {H} } para {\displaystyle Re(s)>1} y {\displaystyle E(z,s)=\pi ^{-s}\Gamma (s)\zeta (2s){\tilde {E}}(z,s).}
Dado que 
{\displaystyle \gamma ={\begin{pmatrix}a&b\\c&d\\\end{pmatrix}}\in \Gamma (1)\Longrightarrow Im(\gamma z)={\frac {Im(z)}{|cz+d|^{2}}},}
se obtiene 
{\displaystyle {\tilde {E}}(z,s)=\sum _{\gamma \in \Gamma _{\infty }\backslash \Gamma }Im(\gamma z)^{s}=\sum _{(c,d)=1mod\pm 1}{\frac {y^{s}}{|cz+d|^{2s}}}.}
Eso prueba la convergencia absoluta en {\displaystyle z\in \mathbb {H} } para {\displaystyle Re(s)>1.}
Además, se deduce que 
{\displaystyle \zeta (2s){\tilde {E}}(z,s)=\sum _{n=1}^{\infty }n^{-s}\sum _{(c,d)=1mod\pm 1}{\frac {y^{s}}{|cz+d|^{2s}}}=\sum _{n=1}^{\infty }\sum _{(c,d)=1mod\pm 1}{\frac {y^{s}}{|ncz+nd|^{2s}}}=\sum _{(m,n)\neq (0,0)}{\frac {y^{s}}{|mz+n|^{2s}}},}
dado que la aplicación 
{\displaystyle {\begin{cases}\mathbb {N} \times \{(x,y)\in \mathbb {Z} ^{2}-\{(0,0)\}:(x,y)=1\}\to \mathbb {Z} ^{2}-\{(0,0)\}\\(n,(x,y))\mapsto (nx,ny)\end{cases}}}
es una biyección, se sigue (a). 
(b) Se tiene {\displaystyle E(\gamma z,s)=E(z,s)} para todo {\displaystyle \gamma \in \Gamma (1)}. 
Para {\displaystyle {\tilde {\gamma }}\in \Gamma (1)} se obtiene 
{\displaystyle {\tilde {E}}({\tilde {\gamma }}z,s)=\sum _{\gamma \in \Gamma _{\infty }\backslash \Gamma }Im({\tilde {\gamma }}\gamma z)^{s}=\sum _{\gamma \in \Gamma _{\infty }\backslash \Gamma }Im(\gamma z)^{s}={\tilde {E}}(\gamma z,s)} .
Junto con (a), {\displaystyle E} también es invariante bajo {\displaystyle \Gamma (1)}. {\displaystyle \square }
Proposición. E es una forma propia del operador hiperbólico de Laplace
Se necesita el siguiente lema: 
Lema: {\displaystyle \Delta } conmuta con la operación de {\displaystyle G} en {\displaystyle C^{\infty }(\mathbb {H} )}. Más precisamente, para todo {\displaystyle g\in G} se tiene que: {\displaystyle L_{g}\Delta =\Delta L_{g}.}
{\displaystyle {\begin{pmatrix}a&0\\0&{\frac {1}{a}}\\\end{pmatrix}},a\in \mathbb {R} ^{\times };\quad {\begin{pmatrix}1&x\\0&1\\\end{pmatrix}},x\in \mathbb {R} ;\quad S={\begin{pmatrix}0&-1\\1&0\\\end{pmatrix}}.}
Se calcula la condición de estos generadores y se obtiene la de todos los {\displaystyle g\in \mathrm {SL} _{2}(\mathbb {R} )} . {\displaystyle \square }
Dado que {\displaystyle E(z,s)=\pi ^{-s}\Gamma (s)\zeta (2s){\tilde {E}}(z,s)}, es suficiente demostrar la ecuación diferencial para {\displaystyle {\tilde {E}}.} Se tiene que: 
{\displaystyle \Delta {\tilde {E}}(z,s):=\Delta \sum _{\gamma \in \Gamma _{\infty }\backslash \Gamma }Im(\gamma z)^{s}=\sum _{\gamma \in \Gamma _{\infty }\backslash \Gamma }\Delta \left(Im(\gamma z)^{s}\right)}
Además, 
{\displaystyle \Delta \left(Im(z)^{s}\right)=\Delta (y^{s})=-y^{2}\left({\frac {\partial ^{2}y^{s}}{\partial x^{2}}}+{\frac {\partial ^{2}y^{s}}{\partial y^{2}}}\right)=s(1-s)y^{s}.}
Dado que el operador de Laplace conmuta con la operación de {\displaystyle \Gamma (1)}, se obtiene que 
{\displaystyle \forall \gamma \in \Gamma (1):\quad \Delta \left(Im(\gamma z)^{s}\right)=s(1-s)Im(\gamma z)^{s}}
y entonces 
{\displaystyle \Delta {\tilde {E}}(z,s)=s(1-s){\tilde {E}}(z,s).}
Por lo tanto, la ecuación diferencial se cumple para E en {\displaystyle Re(s)>3.} Para obtener el cumplimiento de todo {\displaystyle s\in \mathbb {C} ,} considerar la función {\displaystyle \Delta E(z,s)-s(1-s)E(z,s).} Al calcular explícitamente la expansión de Fourier de esta función, obtenemos que es meromórfica. Ya que se desvanece por {\displaystyle Re(s)>3,} debe ser la función cero por el teorema de identidad. 

#### Expansión de Fourier deE
La serie de Eisenstein no holomórfica tiene una expansión de Fourier
{\displaystyle E(z,s)=\sum _{n=-\infty }^{\infty }a_{n}(y,s)e^{2\pi inx}}
donde
{\displaystyle {\begin{aligned}a_{0}(y,s)&=\pi ^{-s}\Gamma (s)\zeta (2s)y^{s}+\pi ^{s-1}\Gamma (1-s)\zeta (2(1-s))y^{1-s}\\a_{n}(y,s)&=2|n|^{2-{\frac {1}{2}}}\sigma _{1-2s}(|n|){\sqrt {y}}K_{s-{\frac {1}{2}}}(2\pi |n|y)&&n\neq 0\end{aligned}}}
Si {\displaystyle z\in \mathbb {H} }, {\displaystyle E(z,s)} tiene una continuación meromórfica en {\displaystyle \mathbb {C} }. Es holomorfo, excepto para polos simples en {\displaystyle s=0,1}.
La serie de Eisenstein satisface la ecuación funcional
{\displaystyle E(z,s)=E(z,1-s)}
para todos los {\displaystyle z\in \mathbb {H} }.
Localmente uniformemente en {\displaystyle x\in \mathbb {R} } mantiene la condición de crecimiento
{\displaystyle E(x+iy,s)={\mathcal {0}}(y^{\sigma })}
donde {\displaystyle \sigma =\max(\operatorname {Re} (s),1-\operatorname {Re} (s))}.
La continuación meromórfica de E es muy importante en la teoría espectral del operador hiperbólico de Laplace.

## Formas de Maas de pesok

### Subgrupos de congruencia
Para {\displaystyle N\in \mathbb {N} }, sea {\displaystyle \Gamma (N)} el núcleo de la proyección canónica
{\displaystyle \mathrm {SL} _{2}(\mathbb {Z} )\to \mathrm {SL} _{2}(\mathbb {Z} /N\mathbb {Z} ).}
Se denomina a {\displaystyle \Gamma (N)} subgrupo de congruencia principal de nivel {\displaystyle N}. Un subgrupo {\displaystyle \Gamma \subseteq \mathrm {SL} _{2}(\mathbb {Z} )} se llama subgrupo de congruencia, si existe {\displaystyle N\in \mathbb {N} }, de modo que {\displaystyle \Gamma (N)\subseteq \Gamma }. Todos los subgrupos de congruencia son discretos.
Sea
{\displaystyle {\overline {\Gamma (1)}}:=\Gamma (1)/\{\pm 1\}.}
Para un subgrupo de congruencia {\displaystyle \Gamma ,}, y sea {\displaystyle {\overline {\Gamma }}} la imagen de {\displaystyle \Gamma } en {\displaystyle {\overline {\Gamma (1)}}}. Si S es un sistema de representantes de {\displaystyle {\overline {\Gamma }}\backslash {\overline {\Gamma (1)}}}, entonces
{\displaystyle SD=\bigcup _{\gamma \in S}\gamma D}
es un dominio fundamental para {\displaystyle \Gamma }. El conjunto {\displaystyle S} está determinado únicamente por el dominio fundamental {\displaystyle SD}. Además, {\displaystyle S} es finito.
Los puntos {\displaystyle \gamma \infty } para {\displaystyle \gamma \in S} se denominan cúspides del dominio fundamental {\displaystyle SD}. Son un subconjunto de {\displaystyle \mathbb {Q} \cup \{\infty \}}.
Para cada cúspide {\displaystyle c} existe {\displaystyle \sigma \in \Gamma (1)} con {\displaystyle \sigma \infty =c}.

### Formas de Maass de pesok
Sea {\displaystyle \Gamma } un subgrupo de congruencia y {\displaystyle k\in \mathbb {Z} }.
Se define el operador hiperbólico de Laplace {\displaystyle \Delta _{k}} de peso {\displaystyle k} como
{\displaystyle \Delta _{k}:C^{\infty }(\mathbb {H} )\to C^{\infty }(\mathbb {H} ),}
{\displaystyle \Delta _{k}=-y^{2}\left({\frac {\partial ^{2}}{\partial x^{2}}}+{\frac {\partial ^{2}}{\partial y^{2}}}\right)+iky{\frac {\partial }{\partial x}}.}
Esta es una generalización del operador hiperbólico de Laplace {\displaystyle \Delta _{0}=\Delta }.
Ahora, se define una operación de {\displaystyle \mathrm {SL} _{2}(\mathbb {R} )} en {\displaystyle C^{\infty }(\mathbb {H} )} por
{\displaystyle f_{||k}g(z):=\left({\frac {cz+d}{|cz+d|}}\right)^{-k}f(gz)}
donde
{\displaystyle z\in \mathbb {H} ,g={\begin{pmatrix}\ast &\ast \\c&d\\\end{pmatrix}}\in \mathrm {SL} _{2}(\mathbb {R} ),f\in C^{\infty }(\mathbb {H} ).}
Se puede demostrar que
{\displaystyle (\Delta _{k}f)_{||k}g=\Delta _{k}(f_{||k}g)}
se aplica a todos los {\displaystyle f\in C^{\infty }(\mathbb {H} ),k\in \mathbb {Z} } y a todos los {\displaystyle g\in \mathrm {SL} _{2}(\mathbb {R} )}.
Por lo tanto, {\displaystyle \Delta _{k}} opera en el espacio vectorial
{\displaystyle C^{\infty }(\Gamma \backslash \mathbb {H} ,k):=\{f\in C^{\infty }(\mathbb {H} ):f_{||k}\gamma =f\forall \gamma \in \Gamma \}}.
Definición. Una forma de Maass de peso {\displaystyle k\in \mathbb {Z} } para {\displaystyle \Gamma } es una función {\displaystyle f\in C^{\infty }(\Gamma \backslash \mathbb {H} ,k)} que es una función propia de {\displaystyle \Delta _{k}} y tiene un crecimiento moderado en las cúspides.
El término crecimiento moderado en las cúspides necesita aclaración. Una cúspide en el infinito de {\displaystyle \Gamma ,}, una función {\displaystyle f\in C^{\infty }(\Gamma \backslash \mathbb {H} ,k)} tiene un crecimiento moderado en {\displaystyle \infty } si {\displaystyle f(x+iy)} está limitado por un polinomio en y como {\displaystyle y\to \infty }. Sea {\displaystyle c\in \mathbb {Q} } otra cúspide. Entonces existe {\displaystyle \theta \in \mathrm {SL} _{2}(\mathbb {Z} )} con {\displaystyle \theta (\infty )=c}. Sea a su vez {\displaystyle f':=f_{||k}\theta }. Entonces {\displaystyle f'\in C^{\infty }(\Gamma '\backslash \mathbb {H} ,k)}, donde {\displaystyle \Gamma '} es el subgrupo de congruencia {\displaystyle \theta ^{-1}\Gamma \theta }. Se dice que {\displaystyle f} tiene un crecimiento moderado en la cúspide {\displaystyle c}, si {\displaystyle f'} tiene un crecimiento moderado en {\displaystyle \infty }.
Definición. Si {\displaystyle \Gamma } contiene un subgrupo de congruencia principal de nivel {\displaystyle N}, se dice que {\displaystyle f} es cúspide en el infinito, si
{\displaystyle \forall z\in \mathbb {H} :\quad \int _{0}^{N}f(z+u)du=0.}
Se dice que {\displaystyle f} es cuspidal en la cúspide {\displaystyle c} si {\displaystyle f'} es cúspide en el infinito. Si {\displaystyle f} es cuspidal en cada cúspide, se dice que {\displaystyle f} es una forma de cúspde.
Damos un ejemplo simple de una forma de Maass de peso {\displaystyle k>1} para el grupo modular:
Ejemplo. Sea {\displaystyle g:\mathbb {H} \to \mathbb {C} } una forma modular de peso par {\displaystyle k} para {\displaystyle \Gamma (1).} Entonces {\displaystyle f(z):=y^{\frac {k}{2}}g(z)} es una forma de Maass de peso {\displaystyle k} para el grupo {\displaystyle \Gamma (1)}.

### Problema espectral
Sea {\displaystyle \Gamma } un subgrupo de congruencia de {\displaystyle \mathrm {SL} _{2}(\mathbb {R} )} y sea {\displaystyle L^{2}(\Gamma \backslash \mathbb {H} ,k)} el espacio vectorial de todas las funciones medibles {\displaystyle f:\mathbb {H} \to \mathbb {C} } con {\displaystyle f_{||k}\gamma =f} para todos los {\displaystyle \gamma \in \Gamma } que satisfagan
{\displaystyle \|f\|^{2}:=\int _{\Gamma \backslash \mathbb {H} }|f(z)|^{2}d\mu (z)<\infty }
funciones de módulo con {\displaystyle \|f\|=0.} La integral está bien definida, ya que la función {\displaystyle |f(z)|^{2}} es {\displaystyle \Gamma }-invariante. Este es un espacio de Hilbert con producto interno
{\displaystyle \langle f,g\rangle =\int _{\Gamma \backslash \mathbb {H} }f(z){\overline {g(z)}}d\mu (z).}
El operador {\displaystyle \Delta _{k}} se puede definir en un espacio vectorial {\displaystyle B\subset L^{2}(\Gamma \backslash \mathbb {H} ,k)\cap C^{\infty }(\Gamma \backslash \mathbb {H} ,k)} que es denso en {\displaystyle L^{2}(\Gamma \backslash \mathbb {H} ,k)}. Allí {\displaystyle \Delta _{k}} es un operador simétrico semidefinito positivo. Se puede demostrar que existe una continuación única autoadjunta en {\displaystyle L^{2}(\Gamma \backslash \mathbb {H} ,k).}
Se define {\displaystyle C(\Gamma \backslash \mathbb {H} ,k)} como el espacio de todas las formas de cúspide {\displaystyle L^{2}(\Gamma \backslash \mathbb {H} ,k)\cap C^{\infty }(\Gamma \backslash \mathbb {H} ,k).} Entonces, {\displaystyle \Delta _{k}} opera en {\displaystyle C(\Gamma \backslash \mathbb {H} ,k)} y tiene un espectro discreto. El espectro perteneciente al complemento ortogonal tiene una parte continua y se puede describir con la ayuda de la serie de Eisenstein no holomórfica (modificada), sus continuaciones meromórficas y sus residuos. (Véase Bump o Iwaniec).
Si {\displaystyle \Gamma } es un subgrupo discreto (sin torsión) de {\displaystyle \mathrm {SL} _{2}(\mathbb {R} )}, de modo que el cociente {\displaystyle \Gamma \backslash \mathbb {H} } es compacto, el problema espectral se simplifica. Esto se debe a que un subgrupo discreto cocompacto no tiene cúspides. Aquí todo el espacio {\displaystyle L^{2}(\Gamma \backslash \mathbb {H} ,k)} es una suma de espacios propios.

### Embebido en el espacioL2(Γ∖G){\displaystyle L^{2}(\Gamma \backslash G)}
{\displaystyle G=\mathrm {SL} _{2}(\mathbb {R} )} es un grupo unimodular localmente compacto con la topología de {\displaystyle \mathbb {R} ^{4}.} Sea {\displaystyle \Gamma } un subgrupo de congruencia. Dado que {\displaystyle \Gamma } es discreto en {\displaystyle G}, también está cerrado en {\displaystyle G}. El grupo {\displaystyle G} es unimodular y dado que la medida de conteo es una medida de Haar en el grupo discreto {\displaystyle \Gamma }, {\displaystyle \Gamma } también es unimodular. Por la Fórmula Integral del Cociente existe una medida {\displaystyle G} de Radon invariante a la derecha {\displaystyle dx} en el espacio localmente compacto {\displaystyle \Gamma \backslash G}. Sea {\displaystyle L^{2}(\Gamma \backslash G)} sea el espacio {\displaystyle L^{2}} correspondiente. Este espacio se descompone en una suma directa espacial de Hilbert:
{\displaystyle L^{2}(\Gamma \backslash G)=\bigoplus _{k\in \mathbb {Z} }L^{2}(\Gamma \backslash G,k)}
donde
{\displaystyle L^{2}(\Gamma \backslash G,k):=\left\{\phi \in L^{2}(\Gamma \backslash G)\mid \phi (xk_{\theta })=e^{ik\theta }F(x)\forall x\in \Gamma \backslash G\forall \theta \in \mathbb {R} \right\}}
y
{\displaystyle k_{\theta }={\begin{pmatrix}\cos(\theta )&-\sin(\theta )\\\sin(\theta )&\cos(\theta )\\\end{pmatrix}}\in SO(2),\theta \in \mathbb {R} .}
El espacio de Hilbert {\displaystyle L^{2}(\Gamma \backslash \mathbb {H} ,k)} puede integrarse isométricamente en el espacio de Hilbert {\displaystyle L^{2}(\Gamma \backslash G,k)}. La isometría viene dada por la aplicación
{\displaystyle {\begin{cases}\psi _{k}:L^{2}(\Gamma \backslash \mathbb {H} ,k)\to L^{2}(\Gamma \backslash G,k)\\\psi _{k}(f)(g):=f_{||k}\gamma (i)\end{cases}}}
Por lo tanto, todas las formas de cúspide de Maass para el grupo de congruencia {\displaystyle \Gamma } pueden considerarse elementos de {\displaystyle L^{2}(\Gamma \backslash G)}.
{\displaystyle L^{2}(\Gamma \backslash G)} es un espacio de Hilbert con una operación del grupo {\displaystyle G}, la llamada representación regular recta:
{\displaystyle R_{g}\phi :=\phi (xg),{\text{ donde }}x\in \Gamma \backslash G{\text{ y }}\phi \in L^{2}(\Gamma \backslash G).}
Se puede demostrar fácilmente que {\displaystyle R} es una representación unitaria de {\displaystyle G} en el espacio {\displaystyle L^{2}(\Gamma \backslash G)} de Hilbert. La descomposición en subrepresentaciones irreducibles solo es posible si {\displaystyle \Gamma } es cocompacto. Si no, también hay una parte continua integral de Hilbert. La parte interesante es que la solución de este problema también resuelve el problema espectral de las formas de Maass. (véase Bump, C. 2.3)

## Forma de Maass de cúspide
Una forma de Maass de cúspide, un subconjunto de una forma de Maass, es una función en el semiplano superior que se transforma como una forma modular pero no necesita ser holomórfica. Primero fueron estudiadas por Hans Maass en Maass (1949).

### Definición
Supóngase que k sea un número entero, s  un número complejo y G un grupo discreto de SL2(R). Una forma de Maass de peso k para G con el valor propio de Laplace s es una función suave del semiplano superior a los números complejos que satisfacen las siguientes condiciones:
- Para todos los {\displaystyle \gamma =\left({\begin{smallmatrix}a&b\\c&d\end{smallmatrix}}\right)\in \Gamma } y todos los {\displaystyle z\in \mathbb {H} }, tenemos {\displaystyle f\left({\frac {az+b}{cz+d}}\right)=\left({\frac {cz+d}{|cz+d|}}\right)^{k}f(z).}

- Se tiene que {\displaystyle \Delta _{k}f=sf}, donde {\displaystyle \Delta _{k}} es el peso k hiperpólico Laplaciano definido como

{\displaystyle \Delta _{k}=-y^{2}\left({\frac {\partial ^{2}}{\partial x^{2}}}+{\frac {\partial ^{2}}{\partial y^{2}}}\right)+iky{\frac {\partial }{\partial x}}.}
- La función {\displaystyle f} tiene como máximo un crecimiento polinómico en las cúspides.

Una forma de Maass débil se define de manera similar pero con la tercera condición reemplazada por "la función {\displaystyle f} tiene como máximo un crecimiento exponencial lineal en las cúspides". Además, se dice que {\displaystyle f} es armónica si es anulada por el operador laplaciano.

### Principales resultados
Sea {\displaystyle f} una forma de Maass de cúspide de peso 0. Su coeficiente de Fourier normalizado en un primer p está limitado por p7/64 + p-7/64. Este teorema se debe a Henry Kim y Peter Sarnak. Es una aproximación a la conjetura de Ramanujan–Petersson.

### Dimensiones superiores
Las formas de Maass de cúspide pueden considerarse formas automorfas en GL(2). Es natural definir formas de Maass de cúspide en GL(n) como formas automorfas esféricas en GL (n) sobre el campo de los números racionales. Miller, Mueller, etc. probaron su existencia.

## Representaciones automorfas del grupo adele

### GrupoGL2(A){\displaystyle \mathrm {GL} _{2}(\mathbb {A} )}
Sea {\displaystyle R} un anillo conmutativo con unidad y sea {\displaystyle G_{R}:=\mathrm {GL} _{2}(R)} el grupo de matrices {\displaystyle 2\times 2} definido sobre {\displaystyle R} y con determinante invertible. Sea {\displaystyle \mathbb {A} =\mathbb {A} _{\mathbb {Q} }} el anillo de adeles racionales, sea {\displaystyle \mathbb {A} _{\text{fin}}} el anillo de los adeles finitos (racionales); y para un número primo {\displaystyle p\in \mathbb {N} }, sea {\displaystyle \mathbb {Q} _{p}} el campo de números p-ádicos. Además, sea {\displaystyle \mathbb {Z} _{p}} el anillo de los enteros p-ádicos (véaseanillo adele). Definido {\displaystyle G_{p}:=G_{\mathbb {Q} _{p}}}, tanto {\displaystyle G_{p}} como {\displaystyle G_{\mathbb {R} }} son grupos unimodulares localmente compactos si se equipan respectivamente con las topologías de subespacio de {\displaystyle \mathbb {Q} _{p}^{4}} y de {\displaystyle \mathbb {R} ^{4}}. Entonces:
{\displaystyle G_{\text{fin}}:=G_{\mathbb {A} _{\text{fin}}}\cong {\widehat {\prod _{p<\infty }^{K_{p}}}}G_{p}.}
El lado derecho es el producto restringido, relativo a los subgrupos compactos y abiertos {\displaystyle K_{p}:=G_{\mathbb {Z} _{p}}} de {\displaystyle G_{p}}. Luego, el grupo localmente compacto {\displaystyle G_{\text{fin}}}, si se equipa con la topología de producto restringida.
El grupo {\displaystyle G_{\mathbb {A} }} es isomorfo a
{\displaystyle G_{\text{fin}}\times G_{\mathbb {R} }}
y es un grupo localmente compacto con la topología del producto, ya que {\displaystyle G_{\text{fin}}} y {\displaystyle G_{\mathbb {R} }} son ambos localmente compactos.
Sea
{\displaystyle {\widehat {\mathbb {Z} }}=\prod _{p<\infty }\mathbb {Z} _{p}.}
El subgrupo
{\displaystyle G_{\widehat {\mathbb {Z} }}:=\prod _{p<\infty }K_{p}}
es un subgrupo abierto máximo compacto de {\displaystyle G_{\text{fin}}} y puede considerarse como un subgrupo de {\displaystyle G_{\mathbb {A} }}, cuando se tiene en cuenta la incorporación de {\displaystyle x_{\text{fin}}\mapsto (x_{\text{fin}},1_{\infty })}.
Se define {\displaystyle Z_{\mathbb {R} }} como el centro de {\displaystyle G_{\infty }}, lo que significa que {\displaystyle Z_{\mathbb {R} }} es el grupo de todas las matrices diagonales de la forma {\displaystyle {\begin{pmatrix}\lambda &\\&\lambda \\\end{pmatrix}}}, donde {\displaystyle \lambda \in \mathbb {R} ^{\times }}. Se puede pensar en {\displaystyle Z_{\mathbb {R} }} como un subgrupo de {\displaystyle G_{\mathbb {A} }}, ya que se puede integrar el grupo por {\displaystyle z\mapsto (1_{G_{\text{fin}}},z)}.
El grupo {\displaystyle G_{\mathbb {Q} }} está embebido diagonalmente en {\displaystyle G_{\mathbb {A} }}, lo que es posible, ya que las cuatro entradas de un {\displaystyle x\in G_{\mathbb {Q} }} solo pueden tener una cantidad finita de divisores primos y, por lo tanto, {\displaystyle x\in K_{p}} para todos, pero finitamente, muchos números primos {\displaystyle p\in \mathbb {N} }.
Sea {\displaystyle G_{\mathbb {A} }^{1}} el grupo de todos los {\displaystyle x\in G_{\mathbb {A} }} con {\displaystyle |\det(x)|=1} (véase anillo adele para una definición del valor absoluto de un idele). Se puede calcular fácilmente que {\displaystyle G_{\mathbb {Q} }} es un subgrupo de {\displaystyle G_{\mathbb {A} }^{1}}.
Con la aplicación uno a uno {\displaystyle G_{\mathbb {A} }^{1}\hookrightarrow G_{\mathbb {A} }} se pueden identificar los grupos {\displaystyle G_{\mathbb {Q} }\backslash G_{\mathbb {A} }^{1}} y {\displaystyle G_{\mathbb {Q} }Z_{\mathbb {R} }\backslash G_{\mathbb {A} }} entre sí.
El grupo {\displaystyle G_{\mathbb {Q} }} es denso en {\displaystyle G_{\text{fin}}} y discreto en {\displaystyle G_{\mathbb {A} }}. El cociente {\displaystyle G_{\mathbb {Q} }Z_{\mathbb {R} }\backslash G_{\mathbb {A} }=G_{\mathbb {Q} }\backslash G_{\mathbb {A} }^{1}} no es compacto, pero tiene una medida de Haar finita.
Por lo tanto, {\displaystyle G_{\mathbb {Q} }} es una red de {\displaystyle G_{\mathbb {A} }^{1},} similar al caso clásico del grupo modular y {\displaystyle \mathrm {SL} _{2}(\mathbb {R} )}. Por análisis armónico también se obtiene que {\displaystyle G_{\mathbb {A} }^{1}} es unimodular.

### Adelización de cúspides
Ahora se desea incorporar las formas de Maass clásicas de cúspide de peso 0 para el grupo modular en {\displaystyle Z_{\mathbb {R} }G_{\mathbb {Q} }\backslash G_{\mathbb {A} }}. Esto se puede lograr con el "teorema de aproximación fuerte", que establece que la aplicación
{\displaystyle \psi :G_{\mathbb {Z} }x_{\infty }\mapsto G_{\mathbb {Q} }(1,x_{\infty })G_{\widehat {\mathbb {Z} }}}
es un homeomorfismo equivalente {\displaystyle G_{\mathbb {R} }}. Entonces se obtiene
{\displaystyle G_{\mathbb {Z} }\backslash G_{\mathbb {R} }{\overset {\sim }{\to }}G_{\mathbb {Q} }\backslash G_{\mathbb {A} }/G_{\widehat {\mathbb {Z} }}}
y además
{\displaystyle G_{\mathbb {Z} }Z_{\mathbb {R} }\backslash G_{\mathbb {R} }{\overset {\sim }{\to }}G_{\mathbb {Q} }Z_{\mathbb {R} }\backslash G_{\mathbb {A} }/G_{\widehat {\mathbb {Z} }}.}
Las cúspides de Maass de peso 0 para el grupo modular pueden integrarse en
{\displaystyle L^{2}(\mathrm {SL} _{2}(\mathbb {Z} )\backslash \mathrm {SL} _{2}(\mathbb {R} ))\cong L^{2}(\mathrm {GL} _{2}(\mathbb {Z} )Z_{\mathbb {R} }\backslash \mathrm {GL} _{2}(\mathbb {R} )).}
Por el teorema de aproximación fuerte, este espacio unitario es isomorfo a
{\displaystyle L^{2}(G_{\mathbb {Q} }Z_{\mathbb {R} }\backslash G_{\mathbb {A} }/G_{\widehat {\mathbb {Z} }})\cong L^{2}(G_{\mathbb {Q} }Z_{\mathbb {R} }\backslash G_{\mathbb {A} })^{G_{\widehat {\mathbb {Z} }}}}
que es un subespacio de {\displaystyle L^{2}(G_{\mathbb {Q} }Z_{\mathbb {R} }\backslash G_{\mathbb {A} }).}
Del mismo modo, se pueden incorporar las formas de cúspide holomorfas clásicas. Con una pequeña generalización del teorema de aproximación, se pueden incorporar todas las formas de cúspide de Maass (así como las cúspides holomorfas) de cualquier peso para cualquier subgrupo de congruencia {\displaystyle \Gamma } en {\displaystyle L^{2}(G_{\mathbb {Q} }Z_{\mathbb {R} }\backslash G_{\mathbb {A} })}.
{\displaystyle L^{2}(G_{\mathbb {Q} }Z_{\mathbb {R} }\backslash G_{\mathbb {A} })} recibe el nombre de espacio de las formas automorfas del grupo adele.

### Formas de cúspide del grupo adele
Sea un anillo en {\displaystyle R}, y sea {\displaystyle N_{R}} el grupo de todos {\displaystyle {\begin{pmatrix}1&r\\&1\\\end{pmatrix}},} donde {\displaystyle r\in R}. Este grupo es isomorfo al grupo aditivo de R.
Se llama a una función {\displaystyle f\in L^{2}(G_{\mathbb {Q} }\backslash G_{\mathbb {A} }^{1})} forma cúspide, si
{\displaystyle \int _{N_{\mathbb {Q} }\backslash N_{\mathbb {A} }}f(nx)dn=0}
se cumple para casi todos los {\displaystyle x\in G_{\mathbb {Q} }\backslash G_{\mathbb {A} }^{1}}. Sea {\displaystyle L_{\text{cusp}}^{2}(G_{\mathbb {Q} }\backslash G_{\mathbb {A} }^{1})} (o simplemente {\displaystyle L_{\text{cusp}}^{2}}) el espacio vectorial de estas formas de cúspide. {\displaystyle L_{\text{cusp}}^{2}} es un subespacio cerrado de {\displaystyle L^{2}(G_{\mathbb {Q} }Z_{\mathbb {R} }\backslash G_{\mathbb {A} })} y es invariable bajo la representación regular correcta de {\displaystyle G_{\mathbb {A} }^{1}.}
Es posible la descomposición de {\displaystyle L_{\text{cusp}}^{2}} en subespacios cerrados irreducibles.
Se tiene el siguiente teorema:
El espacio {\displaystyle L_{\text{cusp}}^{2}} se descompone en una suma directa de espacios de Hilbert irreducibles con multiplicidades finitas {\displaystyle N_{\text{cusp}}(\pi )\in \mathbb {N} _{0}}:
{\displaystyle L_{\text{cusp}}^{2}={\widehat {\bigoplus _{\pi \in {\widehat {G}}_{\mathbb {A} }}}}N_{\text{cusp}}(\pi )\pi }
El cálculo de estas multiplicidades {\displaystyle N_{\text{cusp}}(\pi )} es uno de los problemas más importantes y más difíciles en la teoría de las formas automorfas.

### Representaciones cuspidales del grupo adele
Una representación irreducible {\displaystyle \pi } del grupo {\displaystyle G_{\mathbb {A} }} se llama cuspidal, si es isomórfica a una subrepresentación de {\displaystyle L_{\text{cusp}}^{2}} ist.
Una representación irreducible {\displaystyle \pi } del grupo {\displaystyle G_{\mathbb {A} }} se llama admisible si existe un subgrupo compacto {\displaystyle K} de {\displaystyle K\subset G_{\mathbb {A} }}, de modo que {\displaystyle \dim _{K}(V_{\pi },V_{\tau })<\infty } para todos los {\displaystyle \tau \in {\widehat {G}}_{\mathbb {A} }}.
Se puede demostrar que toda representación cuspidal es admisible.
La admisibilidad es necesaria para probar el llamado Teorema de aplicación del producto tensorial (Tensorprodukt-Theorem anzuwenden), que dice que toda representación irreducible, unitaria y admisible del grupo {\displaystyle G_{\mathbb {A} }} es isomorfa a un producto tensorial infinito.
{\displaystyle \bigotimes _{p\leq \infty }\pi _{p}.}
Los {\displaystyle \pi _{p}} son representaciones irreducibles del grupo {\displaystyle G_{p}}. Casi todos necesitan ser no ramificados.
(Una representación {\displaystyle \pi _{p}} del grupo {\displaystyle G_{p}} {\displaystyle (p<\infty )} se llama no ramificada, si el espacio vectorial
{\displaystyle V_{\pi _{p}}^{K_{p}}=\{v\in V_{\pi _{p}}\mid \pi _{p}(k)v=v\forall k\in K_{p}\}}
no es el espacio cero)
La construcción de un producto tensorial infinito se puede encontrar en Deitmar, C.7.

### Funciones L automorfas
Sea {\displaystyle \pi } una representación unitaria irreducible y admisible de {\displaystyle G_{\mathbb {A} }}. Según el teorema del producto tensorial, {\displaystyle \pi } tiene la forma {\displaystyle \pi =\bigotimes _{p\leq \infty }\pi _{p}} (véase representaciones cuspidales del grupo adele).
Sea {\displaystyle S} un conjunto finito de lugares que contengan {\displaystyle \infty } y todos los lugares ramificados. Se define la función global de Hecke de {\displaystyle \pi } como
{\displaystyle L^{S}(s,\pi ):=\prod _{p\notin S}L(s,\pi _{p})}
donde {\displaystyle L(s,\pi _{p})} es una llamada función L local de la representación local {\displaystyle \pi _{p}}. Se puede encontrar una construcción de funciones L locales en Deitmar C. 8.2.
Si {\displaystyle \pi } es una representación cúspide, la función L {\displaystyle L^{S}(s,\pi )} tiene una continuación meromórfica en {\displaystyle \mathbb {C} .}. Esto es posible, ya que {\displaystyle L^{S}(s,\pi )} satisface ciertas ecuaciones funcionales.